# Abod
Abod aprófalu Borsod-Abaúj-Zemplén vármegyében, az Edelényi járásban.

## Fekvése
Edelénytől 14 kilométerre északkeletre helyezkedik el, a megyesszékhely Miskolctól mintegy 35 kilométerre északra.
A közvetlenül határos települések: észak felől Galvács (6 km), kelet felől Irota és Szakácsi (6 km), délkelet felől Lak, dél felől Ládbesenyő (8 km), délnyugat felől Szendrőlád, nyugat felől pedig Szendrő (11 km). A legközelebbi városok Szendrő és Edelény.

### Megközelítése
Csak közúton érhető el, Ládbesenyő vagy Galvács érintésével, a 2615-ös úton, Szakácsi felől pedig egy szilárd burkolatú, de számozatlan önkormányzati úton.

## Története
Abod minden bizonnyal létező település volt már a 13. században is. Egy 1300-ban kelt oklevél említi először, Vyobud (Újabod) néven. A nevezett birtokot Torna vármegye ispánjának fia, Dénes adja el az Apc (Opuz) nembéli Dethmar fia Domokosnak.
Abod nevét sokan a török eredetű, 'apa' jelentésű apa, aba főnévvel hozzák összefüggésbe. Szerintük az Abod név nem más, mint az Aba, Ab személynév kicsinyítő-becéző képzős származéka. Az Aba név ősi magyar nemzetséget takar: az Aba nemzetség Szent István korában a legtekintélyesebb és leggazdagabb család volt Abaúj, Sáros, Borsod és Heves vármegyében.
A 16. század közepén a települést már a Bebek család birtokában találjuk. A család birtokainak központja Szendrő, illetve a szendrői vár. Miután 1566-ban Bebek Györgytől - a vár megostromlásával - elvette jószágait a király, és Szendrő kincstári birtok lett, Abod a szendrői vár tartozékaként - a környező településekkel együtt - annak sorsában osztozott.
1576-ban a török kirabolta és felégette a falut, de ez nem jelentette Abod teljes elpusztulását; az 1577-es adójegyzéken ott szerepel a török adófizetők sorában  (Turcis subjecti). 
1690-ben a gróf Csáky család tulajdonába kerül, és az ő tulajdonukban marad egészen a 19. század közepéig. 
Az 1690-es évek végén szláv (ruszin) közösség telepedett le a faluban, s később sor került egy második és egy harmadik betelepülési hullámra is.
Podharszky Lajos abodi körjegyző 1864. május 5-én ezt írja: „ … tótok a' múlt században circa Annum 1711. Szepes Sáros 's Felső Abaúj megyéből itten telepedni kezdtek”. 
A Rákóczi-szabadságharc, és a megyén végigsöpört pestisjárvány nagy károkat okozott. A pestisjárványról Borsovai Lengyel Gyula szendrőládi református lelkész így ír 'Az ember sohasem tudhatja' című novellájában: „ …Felvett egy ágat, és visszafordult a templom felé. Ott megtámaszkodott a falnál és a kezében lévő üszkös faággal felírta az árván maradt templom falára: 'A familiák mind elhagytak. Abod helység pusztán marad az Úrnak 1710. esztendejében. A holtaknak legyen csendes nyugodalmuk'. Aztán bement a házba, vállára vetette a tarisznyát, füttyentett a fehér szőrű kutyának, s lehajtott fejjel elindult az Imolyás felé. … Az Imolyás tisztásán megállott. Ott terült el alatta a kihalt falu.”
A ruszinok igazán nagy betelepülési hulláma 1730 körül érte el a megyét és a 18. század közepéig tartott. 
A falu kivette részét a világháborúkból és az iparosításból is. Arra azonban semmilyen eszközzel nem tudták rákényszeríteni, hogy termelőszövetkezetet alakítson. Az abodiak a 'legkeményebb' kommunizmus idején is egyéni gazdálkodást folytattak.
A községnek valaha szénbányája is volt, kastélya is, a Czekeházy-kastély és major (ma már nem állnak). Említést érdemel még a Királykúti gazdaság és a falu pincesora.
A falu idősebb lakói szerint a 19. század végén még járható volt az az alagútrendszer, amely összekötötte a települést a szendrői várral, illetve az edelényi földvárral.
A rendszerváltás előtti időszakban a település közigazgatási szempontból Edelényhez tartozott, de 1992-ben önállósodott.

## Közélete

### Polgármesterei
- 1992–1994: Abodi János (független)[3]
- 1994–1998: Abodi János (független)[4]
- 1998–2000: Abodi János (független)[5]
- 2000–2002: Restyánszki Gábor (FKgP)[6][7]
- 2002–2006: Zsemkó József (független)[8]
- 2006–2010: Restyánszki Gábor (független)[9]
- 2010–2014: Restyánszki Gábor (független)[10]
- 2014–2019: Rescsánszki Bertalanné (független)[11]
- 2019–2024: Rescsánszki Bertalanné (független)[12]
- 2024– : Rescsánszki Bertalanné (független)[1]

A településen 2000. április 9-én azért kellett időközi polgármester-választást tartani, mert az addigi polgármester, Abodi János 2000. január 21-én elhunyt.

## Népesség
A település népességének alakulása:
| Lakosok száma | 218  | 219  | 231  | 156  | 131  | 145  | 147  |
|               | 2013 | 2014 | 2015 | 2021 | 2022 | 2023 | 2024 |

2001-ben a településen a lakosság 90%-át magyar, a 10%-át cigány származású emberek alkották.
A 2011-es népszámlálás során a lakosok 100%-a magyarnak, 12,9% cigánynak, 1,4% németnek, 15,7% ruszinnak mondta magát (a kettős identitások miatt a végösszeg nagyobb lehet 100%-nál). A vallási megoszlás a következő volt: római katolikus 21%, református 11%, görögkatolikus 47,1%, felekezet nélküli 5,7%, (3,3% nem nyilatkozott).
2022-ben a lakosság 87,8%-a vallotta magát magyarnak, 24,4% ruszinnak, 8,4% cigánynak, 3,8% ukránnak, 1,5% németnek, 0,8% szlováknak, 0,8% lengyelnek, 6,9% egyéb, nem hazai nemzetiségűnek (8,4% nem nyilatkozott; a kettős identitások miatt a végösszeg nagyobb lehet 100%-nál). Vallásuk szerint 14,5% volt római katolikus, 8,4% református, 37,4% görög katolikus, 1,5% egyéb keresztény, 10,7% felekezeten kívüli (27,5% nem válaszolt).

## Nevezetességei
- Református templom. A 13. század második felében katolikus templomnak épült román stílusban, de később a reformátusoké lett. 1929-ben átalakították. Egyszerű kis templom félköríves záródású ablakokkal, oromzatán fa huszártoronnyal.
- Görögkatolikus templom. 1775-ben épült barokk stílusban. Copf stílusú ikonosztáza képeit Dobrovolszky Lajos festette 1844-ben.

- Abodi-tó
- Abodi kilátó

## Galéria

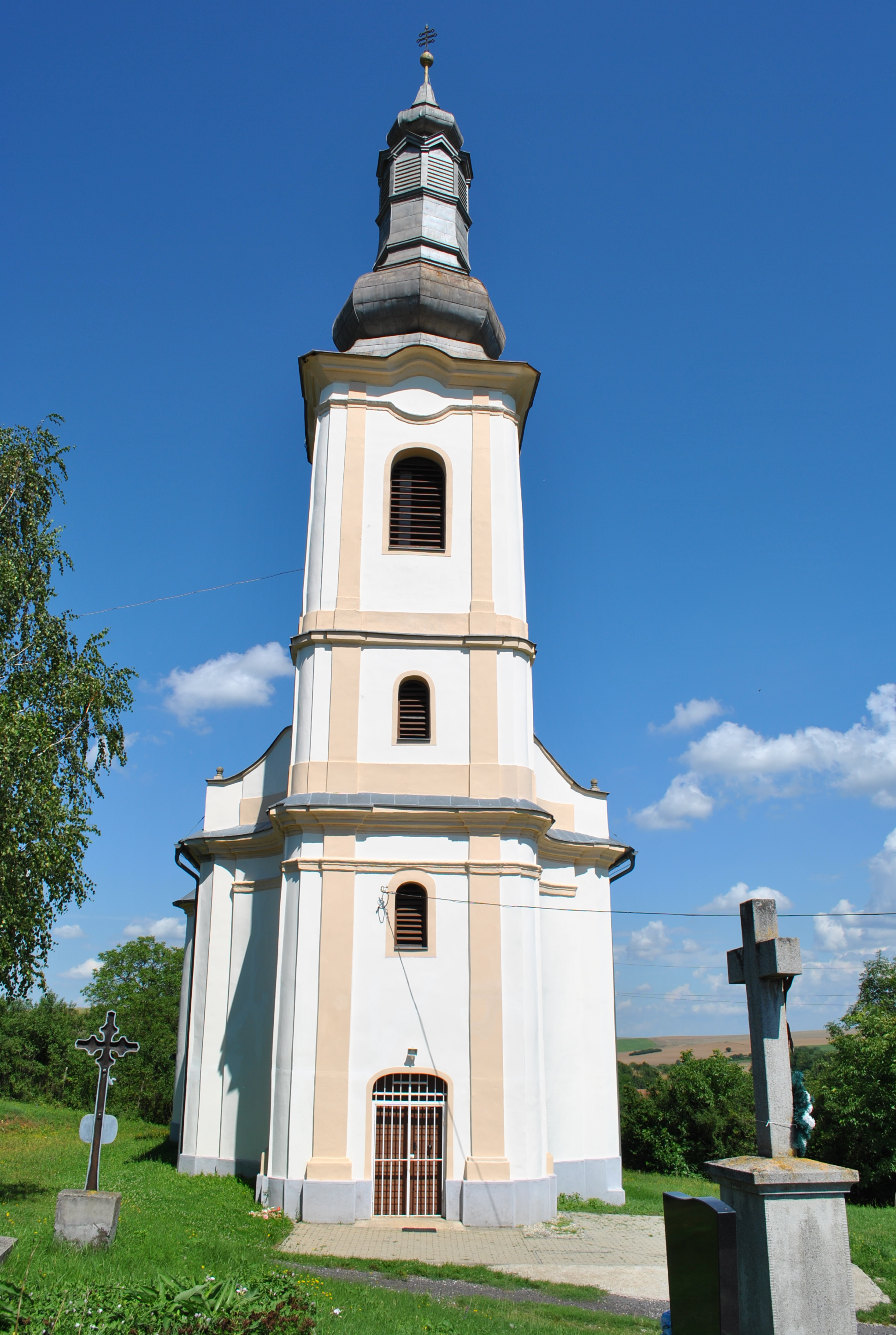
Görögkatoli-kus templom
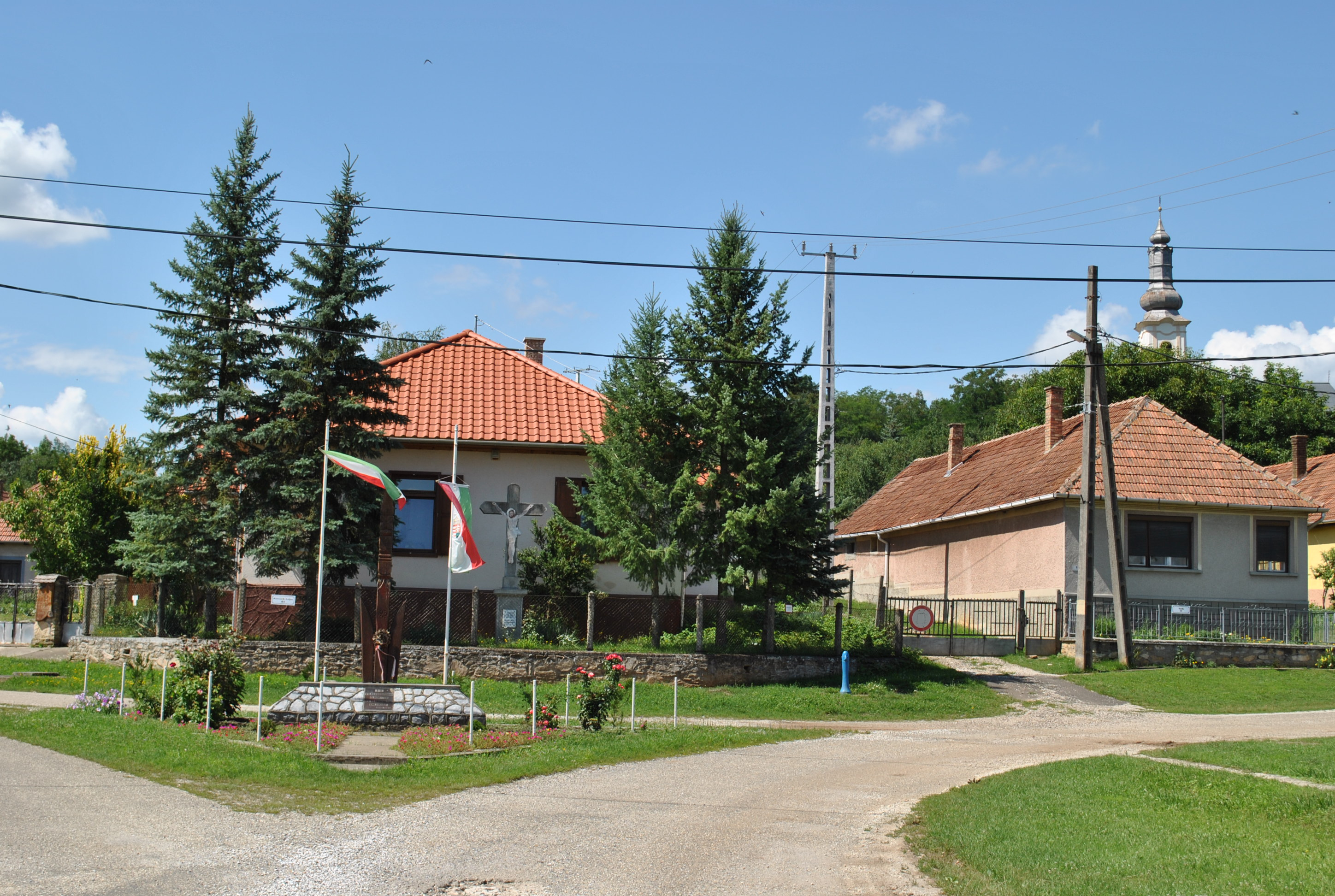
Emlékmű a Kossuth Lajos úton
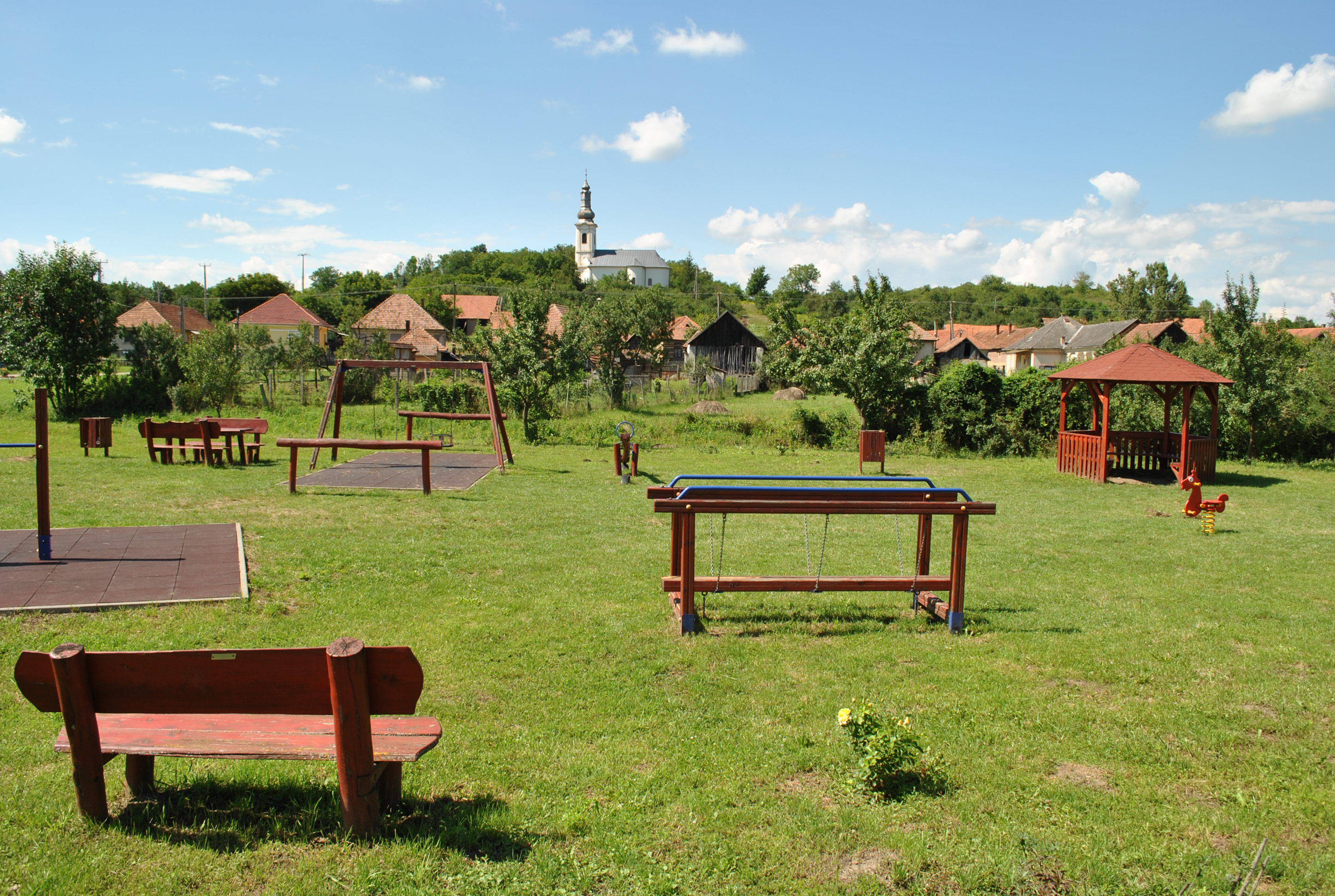
Játszótér a Magyar úton